# Concili de Tours
El Concili de Tours fou un dels cinc concilis regionals convocats per Carlemany el mes de maig del 813 a la ciutat francesa de Tours, al costat dels de Magúncia sobre les escoles, el de Chalon-sur-Saône, el de Reims i el d'Arle. El concili de Tours és important no solament des del punt de vista religiós, sinó també des del lingüístic. Marca una etapa important, un moment fonamental en la cristianització d'Occident. Els bisbes d'Aquitània, Gascunya i altres territoris -entre els quals n'hi ha alguns a l'est del Rin-, reunits a la ciutat de Tours, decideixen que, als territoris sota el domini de Carlemany (l'Imperi Carolingi, corresponent a les actuals França, Alemanya, la Catalunya Vella, Aragó, Navarra, nord d'Itàlia, etc.), les homilies es facin en «rusticam Romanam linguam aut Theodiscam, quo facilius cuncti possint intellegere quae dicuntur», és a dir, en la «llengua rústica romana, és a dir, en el francès naixent, i en la germànica populars» i que -per tant- s'abandoni el llatí clàssic en la predicació. Aquest determini el prenen per tal que tothom pugui entendre amb més facilitat el que s'hi diu. És potser el testimoni més antic del fet que, en aquella època, el llatí clàssic ja no era comprès per la gent en els dominis de Carlemany. Podem fixar el segle ix com el període en què el llatí vulgar parlat per la gent ha de ser considerat una llengua (o unes llengües) diferents del llatí que hom escrivia. Hom pot considerar, doncs, el concili de Tours del 813 com l'acta de naixement de la llengua francesa, i -per extensió de totes les altres les llengües romàniques, com el català.
El concili de Tours proclamà així el reconeixement dels dos grans elements geoculturals que integrava l'imperi de Carlemany: el món que havia estat romà, de tradició llatina, estès fins al riu Rin, i el món germànic, que s'estenia dellà el Rin. Hi havia en el concili bisbes d'ambdós orígens: en el costat romà, la predicació es faria en llengua romana, però "rústica" (és a dir, en les naixents llengües romàniques) i en el costat germànic es faria en llengua germànica.
No obstant això, cal esperar fins a l'any 842 en què s'escriuen als Juraments d'Estrasburg, per trobar el primer text complet escrit en una llengua clarament diferenciada del llatí; i uns anys més tard per al primer testimoni literari: la seqüència de Santa Eulàlia. En català, els textos més antics conservats són una traducció catalana del Forum iudicum i les Homilies d'Organyà, molt més tardans.
D'altra banda el concili de Tours també decidí que els dotze dies que van de Nadal fins a l'Epifania fossin un període festiu i sagrat.